# Ernest Mabouka
Ernest Olivier Bienvenu Mabouka Massoussi zkráceně známý jako Ernest Mabouka (* 16. června 1988, Douala) je kamerunský fotbalový obránce a reprezentant, od července 2017 hráč klubu Makabi Haifa.

## Klubová kariéra
Svou fotbalovou kariéru začal v kamerunském klubu Les Astres FC de Douala. V letech 2010–2017 byl hráčem slovenského klubu MŠK Žilina. Se Žilinou vyhrál dvakrát ligový titul (2011/12, 2016/17) a jednou slovenský fotbalový pohár (2011/12).
V červenci 2017 přestoupil po rozvázání smlouvy se Žilinou do izraelského klubu Makabi Haifa.

## Reprezentační kariéra
V A-mužstvu Kamerunu debutoval debutoval 5. 1. 2017 v přátelském zápase proti reprezentaci DR Kongo (výhra 2:0).

Zúčastnil se afrického šampionátu 2017 konaného v Gabonu. S kamerunským národním týmem slavil nakonec na turnaji titul.